# Mesabolivar yuruani
Mesabolivar yuruani is een spinnensoort uit de familie trilspinnen (Pholcidae). De soort komt voor in Venezuela.

## Synoniemen
- Kaliana yuruani Huber, 2000
- Mesabolivar yuruani Astrin, Misof & Huber, 2007